# Ури (Эна)
Ури́ (фр. Houry) — коммуна во Франции, находится в регионе Пикардия. Департамент коммуны — Эна. Входит в состав кантона Вервен. Округ коммуны — Вервен.
Код INSEE коммуны — 02384.

## Население
Население коммуны на 2010 год составляло 63 человека.
| 1962 | 1968 | 1975 | 1982 | 1990 | 1999 | 2010 |
| ---- | ---- | ---- | ---- | ---- | ---- | ---- |
| 78   | 69   | 53   | 49   | 57   | 57   | 63   |

## Экономика
В 2010 году среди 40 человек трудоспособного возраста (15—64 лет) 30 были экономически активными, 10 — неактивными (показатель активности — 75,0 %, в 1999 году было 69,8 %). Из 30 активных жителей работали 25 человек (15 мужчин и 10 женщин), безработных было 5 (3 мужчин и 2 женщины). Среди 10 неактивных 4 человека были учениками или студентами, 3 — пенсионерами, 3 были неактивными по другим причинам.